# Donnezac
Donnezac es una población y comuna francesa, situada en la región de Aquitania, departamento de Gironda.

## Geografía
Comuna situada en el Blayais sobre el Livenne.

## Demografía
| 777 | 825 | 763 | 781 | 780 | 778 |
| Para los censos de 1962 a 1999 la población legal corresponde a la población sin duplicidades (Fuente: INSEE [Consultar]) |     |     |     |     |     |